# Epachthosaurus
Epachthosaurus („těžký ještěr“) byl rod menšího sauropodního dinosaura, žijícího v období pozdní křídy (věk cenoman, asi před 100 až 94 miliony let) na území dnešní jihoamerické Patagonie (Argentina, provincie Chubut).

## Historie
Typový druh E. sciuttoi byl formálně popsán paleontologem J. E. Powellem v roce 1990. Téměř kompletní kostra pak byla popsána v roce 2004. Fosilie tohoto menšího až středně velkého sauropoda byly objeveny v sedimentech souvrství Bajo Barreal.
Příbuzným druhem byl také geologicky starší východoevropský taxon Volgatitan simbirskiensis.

## Rozměry
Epachthosaurus mohl dosahovat délky asi 13 až 18 metrů a hmotnosti kolem 5 až 15 tun, takže šlo o středně velkého sauropodního dinosaura. Jiné odhady, založené na obvodu dlouhých kostí dolní končetiny, tomuto druhu přisuzují hmotnost kolem 12 892 kilogramů.

## Taxonomie titanosauridů
- Čeleď Titanosauridae (=Klad Lithostrotia)
  - Ampelosaurus (Francie)
  - Argentinosaurus (Argentina)
  - Austrosaurus (Austrálie)
  - Chubutisaurus (Argentina)
  - Epachthosaurus (Argentina)
  - Futalognkosaurus (Argentina)
  - Kaijutitan (Argentina)
  - Ligabuesaurus (Argentina)
  - Lirainosaurus (Španělsko)
  - Normanniasaurus (Francie)
  - Phuwiangosaurus (Thajsko)
  - Tangvayosaurus (Laos)